# Kál (capotribù)
Kál o Káli (in greco bizantino Καλῆ, trasl. Kalis; ... – tra il 930 e il 940 circa) fu un capotribù ungaro vissuto a cavallo tra il IX e il X secolo che deteneva il titolo di harka (in greco bizantino karchas). Suo figlio fu l'influente comandante militare Bulcsú.

## Nome e titolo
(Costantino VII Porfirogenito, De administrando imperio)
Il De administrando imperio, risalente alla metà del X secolo, è l'unica fonte che menziona Kál come padre di Bulcsú, recatosi in visita a Costantinopoli nel 948 come membro di un'ambasciata ungara e divenuto di fatto una fonte chiave per l'imperatore riguardo ai rapporti familiari della dinastia degli Arpadi. Benché né Kál né Bulcsú vengano indicati come membri della casa regnante, un importante cronista dell'inizio del XIII secolo, l'anonimo notaio di re Béla, nelle sue Gesta Hungarorum si riferisce a Bulcsú come figlio di Bogát. La maggioranza degli storici ha accettato la ricostruzione secondo cui Kál fosse effettivamente il genitore di almeno uno dei due. Kál ebbe almeno un altro figlio, in quanto si fa riferimento a un nipote di Bulcsú nel 954. A causa dei suoi frequenti incontri avvenuti con gli Arpadi, alcuni storici hanno tentato di ricondurre la persona di Bulcsú alla dinastia regnante. Ad esempio, Bálint Hóman ha affermato che Kál fosse il figlio di Liüntika, mentre István Herényi riteneva che Bulcsú fosse un discendente del capotribù Tétény attraverso suo nonno Bogát e padre Kál.
L'archeologo Géza Nagy ha sostenuto che il nome di Kál derivasse dal verbo turco kal ("rimanere"), e ha ipotizzato questa teoria sulle basi degli studi del linguista Dezső Pais. Il termine che ne deriva, kalu o kalyu, è la possibile versione antecedente del nome del capo. Il bizantinista Mátyás Gyóni ha affermato che il nome Kál vuol dire "Calizi" (una popolazione originaria della Corasmia), ragion per cui l'opera di Costantino avrebbe frainteso quanto detto da Bulcsú senza capire che egli si stesse riferendo alla sua etnia. Gyóni ha teorizzato che sia Kál sia Bulcsú fossero caliziani o cabari. Sulla base di ciò, László Szegfű ha ritenuto che Kál e Bogát fossero la medesima persona.
Il titolo di harka (o karchas) corrispondeva alla terza carica più prestigiosa nel principato d'Ungheria, dopo il (gran) principe e il «gylas» (appunto il già citato gyula). Il De administrando imperio conferma che sia il gylas sia il karchas «dispongono dei poteri dei giudici». Sándor László Tóth ha ritenuto che la dignità di harka, un titolo esistito per un periodo storico relativamente effimero, fosse stato istituito tra il 900 e il 920 e che Kál fosse stato il primo a detenerlo, mentre András Róna-Tas ha creduto che il ruolo fosse stato originariamente detenuto da Kurszán fino al suo assassinio nel 904 e che in seguito gli succedette Kál. Secondo Róna-Tas, Kál, allora Bulcsú, governò sui popoli uniti e/o sottomessi detenendo il titolo di harka. Combinando le informazioni fornite da Costantino e dall'anonimo notaio, László Makkai ha affermato che in un primo momento Bogát, egli stesso forse figlio di Tétény, svolse il ruolo di harka finché non fu premiato con la dignità di gyula, circostanza la quale determinò il suo spostamento dalla parte occidentale del bacino dei Carpazi alla Transilvania nei primi anni del 920. Kál gli succedette come harka. Secondo Gyula Kristó, Bulcsú detenne il titolo almeno dal 942, quando fu menzionato tra i capi ungheresi dall'autore musulmano Ibn Ḥayyān. Secondo György Szabados, quest'informazione riflette la natura statuale del principato d'Ungheria e il titolo di harka era una carica ereditaria (almeno così evince dal legame parentale tra Kál e Bulcsú).

## Territorio tribale

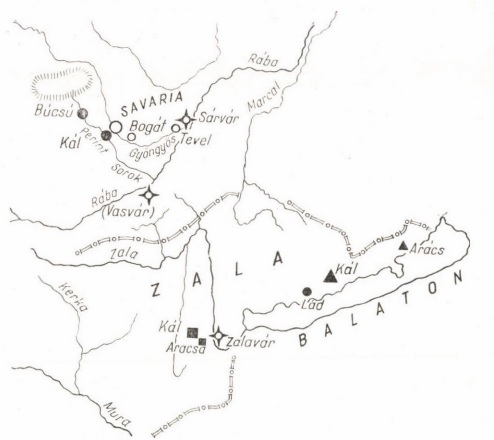
Il territorio tribale di Kál e di Bulcsú, secondo György Györffy

Secondo la tradizione cronachistica, la dinastia dei Bulcsú «si stabilirono nel comitato di Zala intorno al lago Balaton». I discendenti del capotribù, la stirpe dei Lád, possedevano effettivamente terre nella regione a metà del XIII secolo, come ad esempio Badacsonylábdihegy (oggi compreso in Badacsonytördemic). Sebbene vi siano delle teorie secondo cui i cronisti successivi si riferissero a quanto posseduto dai Lád nel IX-X secolo, si può individuare una regione che porta il nome del padre di Bulcsú sulla base di vari toponimi; a differenza di Bulcsú, Kál (o suo padre) rientrò tra i capotribù fautori della conquista della suddetta regione alla fine del IX secolo o all'inizio del X secolo. Secondo György Györffy, la località in cui risiedeva nei mesi caldi era il bacino di Kál (così chiamato forse in ossequio al nome del capotribù), dove hanno sede le moderne Köveskál e Mindszentkálla, nel comitato di Vesprimia. Esiste un vigneto chiamato Harka a Balatonhenye, anch'esso situato nel bacino di Kál. Proseguendo verso ovest, Kál stabilì la sua residenza invernale nell'attuale Dióskál (presso il piccolo Balaton), che si trovava vicino al forte carolingio di Mosaburg (Zalavár). Successivamente, Mosaburg divenne la sede di Kál e poi confluì nelle terre di Bulcsú. La tribù di Kál avanzò verso settentrione lungo il fiume Zala, raggiungendo la valle del Raab, lungo il lago di Neusiedl (Fertő) e la zona di Szombathely. Lì il villaggio Bucsu, nella contea di Vas, ha conservato il nome di Bulcsú, come sottolineato da Györffy.
Esistono diversi insediamenti in Transilvania e nella valle del Tibisco – ad esempio Kál, nella contea di Heves – che plausibilmente portano il nome Kál o Bulcsú (e anche Bogát). Secondo Györffy, si tratta si memorie linguistiche delle aree di residenza temporanea in cui la tribù di Bulcsú si insediò durante la prima fase della conquista ungara del bacino carpatico. Secondo altre teorie, potrebbe trattarsi anche di influssi di epica successiva, poiché il nome Bulcsú era relativamente comune nel XI e nel XIV secolo.